# Gran Premio de Malasia de Motociclismo de 2018
El Gran Premio de Malasia de Motociclismo de 2018 (oficialmente Shell Malaysia Motorcycle Grand Prix) fue la decimoctava prueba del Campeonato del Mundo de Motociclismo de 2018. Tuvo lugar en el fin de semana del 2 al 4 de noviembre de 2018 en el Circuito Internacional de Sepang, situado en la localidad de Sepang, Selangor, Malasia.
La carrera de MotoGP fue ganada por Marc Márquez, seguido de Álex Rins y Johann Zarco. Luca Marini fue el ganador de la prueba de Moto2, por delante de Miguel Oliveira y Francesco Bagnaia. La carrera de Moto3 fue ganada por Jorge Martín, Lorenzo Dalla Porta fue segundo y Enea Bastianini tercero.

## Resultados

### Resultados MotoGP
| Pos.    | N.º | Piloto            | Constructor | Vueltas | Tiempo              | Parrilla | Puntos |
| ------- | --- | ----------------- | ----------- | ------- | ------------------- | -------- | ------ |
| 1       | 93  | Marc Márquez      | Honda       | 20      | 40:32.372           | 7        | 25     |
| 2       | 42  | Álex Rins         | Suzuki      | 20      | +1.898              | 8        | 20     |
| 3       | 5   | Johann Zarco      | Yamaha      | 20      | +2.474              | 1        | 16     |
| 4       | 25  | Maverick Viñales  | Yamaha      | 20      | +4.667              | 11       | 13     |
| 5       | 26  | Dani Pedrosa      | Honda       | 20      | +6.190              | 10       | 11     |
| 6       | 4   | Andrea Dovizioso  | Ducati      | 20      | +11.248             | 4        | 10     |
| 7       | 19  | Álvaro Bautista   | Ducati      | 20      | +15.611             | 9        | 9      |
| 8       | 43  | Jack Miller       | Ducati      | 20      | +19.009             | 5        | 8      |
| 9       | 9   | Danilo Petrucci   | Ducati      | 20      | +22.921             | 6        | 7      |
| 10      | 55  | Hafizh Syahrin    | Yamaha      | 20      | +26.919             | 23       | 6      |
| 11      | 41  | Aleix Espargaró   | Aprilia     | 20      | +29.503             | 12       | 5      |
| 12      | 21  | Franco Morbidelli | Honda       | 20      | +30.933             | 19       | 4      |
| 13      | 6   | Stefan Bradl      | Honda       | 20      | +35.322             | 20       | 3      |
| 14      | 30  | Takaaki Nakagami  | Honda       | 20      | +37.912             | 22       | 2      |
| 15      | 38  | Bradley Smith     | KTM         | 20      | +39.675             | 17       | 1      |
| 16      | 12  | Thomas Lüthi      | Honda       | 20      | +41.820             | 18       |        |
| 17      | 10  | Xavier Siméon     | Ducati      | 20      | +43.978             | 15       |        |
| 18      | 46  | Valentino Rossi   | Yamaha      | 20      | +58.288             | 2        |        |
| 19      | 45  | Scott Redding     | Aprilia     | 20      | +1:00.191           | 13       |        |
| Ret     | 44  | Pol Espargaró     | KTM         | 16      | Retirado            | 16       |        |
| Ret     | 51  | Michele Pirro     | Ducati      | 5       | Caída               | 14       |        |
| Ret     | 17  | Karel Abraham     | Ducati      | 3       | Retirado            | 21       |        |
| Ret     | 29  | Andrea Iannone    | Suzuki      | 0       | Caída               | 3        |        |
| DNS     | 81  | Jordi Torres      | Ducati      |         | No corrió           |          |        |
| WD      | 99  | Jorge Lorenzo     | Ducati      |         | Retirado del evento |          |        |
| 1.      |     |                   |             |         |                     |          |        |
| Fuente: |     |                   |             |         |                     |          |        |

### Resultados Moto2
| Pos.    | N.º | Piloto              | Constructor | Vueltas | Tiempo    | Parrilla | Puntos |
| ------- | --- | ------------------- | ----------- | ------- | --------- | -------- | ------ |
| 1       | 10  | Luca Marini         | Kalex       | 18      | 38:25.689 | 2        | 25     |
| 2       | 44  | Miguel Oliveira     | KTM         | 18      | +1.194    | 7        | 20     |
| 3       | 42  | Francesco Bagnaia   | Kalex       | 18      | +3.020    | 6        | 16     |
| 4       | 54  | Mattia Pasini       | Kalex       | 18      | +4.497    | 5        | 13     |
| 5       | 20  | Fabio Quartararo    | Speed Up    | 18      | +5.250    | 3        | 11     |
| 6       | 7   | Lorenzo Baldassarri | Kalex       | 18      | +5.305    | 13       | 10     |
| 7       | 73  | Álex Márquez        | Kalex       | 18      | +7.690    | 1        | 9      |
| 8       | 41  | Brad Binder         | KTM         | 18      | +8.943    | 9        | 8      |
| 9       | 23  | Marcel Schrötter    | Kalex       | 18      | +9.687    | 10       | 7      |
| 10      | 36  | Joan Mir            | Kalex       | 18      | +18.547   | 18       | 6      |
| 11      | 97  | Xavi Vierge         | Kalex       | 18      | +18.816   | 8        | 5      |
| 12      | 5   | Andrea Locatelli    | Kalex       | 18      | +19.739   | 15       | 4      |
| 13      | 9   | Jorge Navarro       | Kalex       | 18      | +21.177   | 20       | 3      |
| 14      | 77  | Dominique Aegerter  | KTM         | 18      | +21.960   | 17       | 2      |
| 15      | 22  | Sam Lowes           | KTM         | 18      | +26.875   | 21       | 1      |
| 16      | 24  | Simone Corsi        | Kalex       | 18      | +28.515   | 22       |        |
| 17      | 89  | Khairul Idham Pawi  | Kalex       | 18      | +28.802   | 25       |        |
| 18      | 16  | Joe Roberts         | NTS         | 18      | +29.791   | 23       |        |
| 19      | 2   | Jesko Raffin        | Kalex       | 18      | +30.557   | 20       |        |
| 20      | 57  | Edgar Pons          | Speed Up    | 18      | +31.069   | 19       |        |
| 21      | 4   | Steven Odendaal     | NTS         | 18      | +38.430   | 24       |        |
| 22      | 95  | Jules Danilo        | Kalex       | 18      | +42.930   | 27       |        |
| 23      | 30  | Dimas Ekky Pratama  | Tech 3      | 18      | +57.507   | 28       |        |
| 24      | 32  | Isaac Viñales       | Suter       | 18      | +57.910   | 30       |        |
| 25      | 21  | Federico Fuligni    | Kalex       | 18      | +1:03.737 | 31       |        |
| 26      | 50  | Rafid Topan Sucipto | Suter       | 18      | +2:04.066 | 32       |        |
| Ret     | 40  | Augusto Fernández   | Kalex       | 8       | Caída     | 11       |        |
| Ret     | 66  | Niki Tuuli          | Kalex       | 7       | Caída     | 26       |        |
| Ret     | 45  | Tetsuta Nagashima   | Kalex       | 7       | Retirado  | 16       |        |
| Ret     | 87  | Remy Gardner        | Tech 3      | 5       | Retirado  | 4        |        |
| Ret     | 18  | Xavier Cardelús     | Kalex       | 5       | Retirado  | 29       |        |
| Ret     | 27  | Iker Lecuona        | KTM         | 2       | Retirado  | 14       |        |
| Fuente: |     |                     |             |         |           |          |        |

### Resultados Moto3
| Pos.    | N.º | Piloto                 | Constructor | Vueltas | Tiempo    | Parrilla | Puntos |
| ------- | --- | ---------------------- | ----------- | ------- | --------- | -------- | ------ |
| 1       | 88  | Jorge Martín           | Honda       | 17      | 38:34.799 | 1        | 25     |
| 2       | 48  | Lorenzo Dalla Porta    | Honda       | 17      | +3.556    | 14       | 20     |
| 3       | 33  | Enea Bastianini        | Honda       | 17      | +3.757    | 6        | 16     |
| 4       | 75  | Albert Arenas          | KTM         | 17      | +3.795    | 5        | 13     |
| 5       | 12  | Marco Bezzecchi        | KTM         | 17      | +4.095    | 2        | 11     |
| 6       | 21  | Fabio Di Giannantonio  | Honda       | 17      | +4.106    | 13       | 10     |
| 7       | 40  | Darryn Binder          | KTM         | 17      | +4.232    | 11       | 9      |
| 8       | 14  | Tony Arbolino          | Honda       | 17      | +4.704    | 3        | 8      |
| 9       | 24  | Tatsuki Suzuki         | Honda       | 17      | +4.707    | 7        | 7      |
| 10      | 23  | Niccolò Antonelli      | Honda       | 17      | +4.715    | 10       | 6      |
| 11      | 42  | Marcos Ramírez         | KTM         | 17      | +4.727    | 18       | 5      |
| 12      | 27  | Kaito Toba             | Honda       | 17      | +5.101    | 19       | 4      |
| 13      | 77  | Vicente Pérez          | KTM         | 17      | +6.392    | 20       | 3      |
| 14      | 41  | Nakarin Atiratphuvapat | Honda       | 17      | +7.063    | 23       | 2      |
| 15      | 22  | Kazuki Masaki          | KTM         | 17      | +7.353    | 8        | 1      |
| 16      | 16  | Andrea Migno           | KTM         | 17      | +7.478    | 22       |        |
| 17      | 76  | Makar Yurchenko        | Honda       | 17      | +7.626    | 26       |        |
| 18      | 71  | Ayumu Sasaki           | Honda       | 17      | +13.843   | 9        |        |
| 19      | 65  | Philipp Öttl           | KTM         | 17      | +19.992   | 24       |        |
| 20      | 84  | Jakub Kornfeil         | KTM         | 17      | +26.678   | 21       |        |
| 21      | 81  | Stefano Nepa           | KTM         | 17      | +34.184   | 27       |        |
| 22      | 9   | Apiwat Wongthananon    | KTM         | 17      | +34.468   | 25       |        |
| 23      | 7   | Adam Norrodin          | Honda       | 17      | +1:37.387 | PL       |        |
| Ret     | 44  | Arón Canet             | Honda       | 10      | Caída     | 15       |        |
| Ret     | 72  | Alonso López           | Honda       | 6       | Caída     | 17       |        |
| Ret     | 17  | John McPhee            | KTM         | 6       | Caída     | 4        |        |
| Ret     | 10  | Dennis Foggia          | KTM         | 6       | Caída     | 16       |        |
| Ret     | 31  | Celestino Vietti       | KTM         | 2       | Caída     | 12       |        |
| Fuente: |     |                        |             |         |           |          |        |